# Drentse 8 van Westerveld 2022
La 15e édition du Drentse 8 van Westerveld a lieu le 11 mars 2022. La course fait partie du calendrier international féminin UCI 2022 en catégorie 1.2. Elle est remportée par la Luxembourgeoise Christine Majerus.

## Parcours
La course débute et se conclut à Dwingeloo. Le parcours est constitué d'un grand circuit de 39 km effectué trois fois avant d'enchaîné sur un petit circuit long de 7 km, lui aussi effectué trois fois. Le circuit est parfaitement plat mais comporte un secteur pavé.

## Équipes
| UCI Women's WorldTeams (3)- Liv Racing Xstra - Team DSM - SD Worx Équipes féminines continentales (9)- Andy Schleck-CP NVST-Immo Losch - Bizkaia-Durango - Ceratizit-WNT Pro Cycling - Cofidis - GT Krush Tunap - Multum Accountants - AG Insurance NXTG - Parkhotel Valkenburg - Valcar-Travel & Service Équipe féminines amateur (9)- Jan van Arckel - Merida Adelaar Ladies - NWVG - Regioteam Noord-Holland Dames - Restore - Talent Development Team - Team Drenthe - Watersley R&D - WV Schijndel |
| |

## Récit de la course
Christine Majerus s'impose dans le sprint d'une groupe de quatre échappées avec Alison Jackson, Floortje Mackaij et Thalita de Jong.

## Classements

### Classement final
| \| Classement général \| Classement général \| Classement général \| Classement général \| Classement général \| \| Coureuse \| Coureuse \| Pays \| Équipe \| Temps \| \| ------------------ \| ------------------------- \| ------------------ \| ------------------------- \| ------------------ \| \| 1re \| Christine Majerus \| Luxembourg \| SD Worx \| 3 h 19 min 35 s \| \| 2e \| Alison Jackson \| Canada \| Liv Racing Xstra \| + 0 s \| \| 3e \| Floortje Mackaij \| Pays-Bas \| Team DSM \| + 0 s \| \| 4e \| Thalita de Jong \| Pays-Bas \| Jegg-de Jonge Renner \| + 0 s \| \| 5e \| Maike van der Duin \| Pays-Bas \| Le Col-Wahoo \| + 1 min 34 s \| \| 6e \| Charlotte Kool \| Pays-Bas \| Team DSM \| + 1 min 34 s \| \| 7e \| Chiara Consonni \| Italie \| Valcar-Travel & Service \| + 1 min 34 s \| \| 8e \| Maria Giulia Confalonieri \| Italie \| Ceratizit-WNT Pro Cycling \| + 1 min 34 s \| \| 9e \| Elena Cecchini \| Italie \| SD Worx \| + 1 min 34 s \| \| 10e \| Daniek Hengeveld \| Pays-Bas \| GT Krush Tunap \| + 1 min 34 s \| |                           |            |                           |                 |
| |                           |            |                           |                 |
| |                           |            |                           |                 |
| Classement général |                           |            |                           |                 |
| Coureuse | Coureuse                  | Pays       | Équipe                    | Temps           |
| 1re | Christine Majerus         | Luxembourg | SD Worx                   | 3 h 19 min 35 s |
| 2e | Alison Jackson            | Canada     | Liv Racing Xstra          | + 0 s           |
| 3e | Floortje Mackaij          | Pays-Bas   | Team DSM                  | + 0 s           |
| 4e | Thalita de Jong           | Pays-Bas   | Jegg-de Jonge Renner      | + 0 s           |
| 5e | Maike van der Duin        | Pays-Bas   | Le Col-Wahoo              | + 1 min 34 s    |
| 6e | Charlotte Kool            | Pays-Bas   | Team DSM                  | + 1 min 34 s    |
| 7e | Chiara Consonni           | Italie     | Valcar-Travel & Service   | + 1 min 34 s    |
| 8e | Maria Giulia Confalonieri | Italie     | Ceratizit-WNT Pro Cycling | + 1 min 34 s    |
| 9e | Elena Cecchini            | Italie     | SD Worx                   | + 1 min 34 s    |
| 10e | Daniek Hengeveld          | Pays-Bas   | GT Krush Tunap            | + 1 min 34 s    |

### Points UCI
| Position           | 1er | 2e | 3e | 4e | 5e | 6e | 7e | 8e à 10e |
| Classement général | 40  | 30 | 25 | 20 | 15 | 10 | 5  | 3        |

## Liste des participantes
| Légende | Légende                                                                    | Légende | Légende                                                    |
| ------- | -------------------------------------------------------------------------- | ------- | ---------------------------------------------------------- |
| Num     | Dossard de départ porté par le coureur sur ce Drentse 8 van Westerveld     | Pos     | Position à l'arrivée de la course                          |
|         | Indique un maillot de champion national ou mondial, suivi de sa spécialité | NP      | Indique un coureur qui n'a pas pris le départ de la course |
| AB      | Indique un coureur qui n'a pas terminé la course                           | HD      | Indique un coureur qui a terminé la course hors des délais |

| SD Worx SDW | SD Worx SDW                     | SD Worx SDW |
| ----------- | ------------------------------- | ----------- |
| Num         | Coureuse                        | Pos         |
| 1           | Christine Majerus (LUX) (route) | 1re         |
| 2           | Elena Cecchini (ITA)            | 9e          |
| 3           | Roxane Fournier (FRA)           | 13e         |
| 5           | Marlen Reusser (SUI) (route)    | 16e         |
| 6           | Lonneke Uneken (NED)            | 17e         |

| Liv Racing Xstra LIV | Liv Racing Xstra LIV         | Liv Racing Xstra LIV |
| -------------------- | ---------------------------- | -------------------- |
| Num                  | Coureuse                     | Pos                  |
| 11                   | Rachele Barbieri (ITA)       | 30e                  |
| 12                   | Alison Jackson (CAN) (route) | 2e                   |
| 14                   | Ayesha McGowan (USA)         | AB                   |
| 15                   | Katia Ragusa (ITA)           | 32e                  |
| 16                   | Quinty Ton (NED)             | 22e                  |

| Team DSM DSM | Team DSM DSM           | Team DSM DSM |
| ------------ | ---------------------- | ------------ |
| Num          | Coureuse               | Pos          |
| 21           | Léa Curinier (FRA)     | 34e          |
| 22           | Megan Jastrab (USA)    | 18e          |
| 23           | Leah Kirchmann (CAN)   | 21e          |
| 24           | Franziska Koch (GER)   | 14e          |
| 25           | Charlotte Kool (NED)   | 6e           |
| 26           | Floortje Mackaij (NED) | 3e           |

| Andy Schleck-CP NVST-Immo Losch ASC | Andy Schleck-CP NVST-Immo Losch ASC | Andy Schleck-CP NVST-Immo Losch ASC |
| ----------------------------------- | ----------------------------------- | ----------------------------------- |
| Num                                 | Coureuse                            | Pos                                 |
| 31                                  | Michelle Andres (SUI)               | AB                                  |
| 32                                  | Fabienne Buri (SUI)                 | 59e                                 |
| 33                                  | Georgia Danford (AUS)               | AB                                  |
| 34                                  | Kerry Jonker (RSA)                  | AB                                  |
| 35                                  | Friederike Stern (GER)              | 55e                                 |

| Bizkaia-Durango BDP | Bizkaia-Durango BDP     | Bizkaia-Durango BDP |
| ------------------- | ----------------------- | ------------------- |
| Num                 | Coureuse                | Pos                 |
| 41                  | Daniela Campos (POR)    | AB                  |
| 42                  | Eukene Larrarte (ESP)   | AB                  |
| 43                  | Sofía Rodríguez (ESP)   | 51e                 |
| 44                  | Aileen Schweikart (GER) | AB                  |
| 45                  | Catalina Soto (CHI)     | AB                  |
| 46                  | Alba Teruel (ESP)       | AB                  |

| Ceratizit-WNT Pro Cycling WNT | Ceratizit-WNT Pro Cycling WNT       | Ceratizit-WNT Pro Cycling WNT |
| ----------------------------- | ----------------------------------- | ----------------------------- |
| Num                           | Coureuse                            | Pos                           |
| 51                            | Sandra Alonso (ESP)                 | 40e                           |
| 52                            | Martina Fidanza (ITA)               | AB                            |
| 53                            | Kathrin Schweinberger (AUT) (route) | AB                            |
| 54                            | Clea Seidel (GER)                   | AB                            |
| 55                            | Maria Giulia Confalonieri (ITA)     | 8e                            |
| 56                            | Lara Vieceli (ITA)                  | 27e                           |

| Cofidis COF | Cofidis COF                   | Cofidis COF |
| ----------- | ----------------------------- | ----------- |
| Num         | Coureuse                      | Pos         |
| 61          | Cédrine Kerbaol (FRA)         | 37e         |
| 62          | Victoire Berteau (FRA)        | 11e         |
| 64          | Valentine Fortin (FRA)        | 31e         |
| 66          | Gabrielle Pilote Fortin (CAN) | 46e         |

| GT Krush Tunap BPC | GT Krush Tunap BPC      | GT Krush Tunap BPC |
| ------------------ | ----------------------- | ------------------ |
| Num                | Coureuse                | Pos                |
| 71                 | Sanne Bouwmeester (NED) | 19e                |
| 72                 | Femke de Vries (NED)    | 53e                |
| 73                 | Anne Dijkstra (NED)     | 38e                |
| 74                 | Clara Lundmark (SWE)    | 56e                |
| 75                 | Daniek Hengeveld (NED)  | 10e                |
| 76                 | Marissa Baks (NED)      | AB                 |

| Multum Accountants MUL | Multum Accountants MUL    | Multum Accountants MUL |
| ---------------------- | ------------------------- | ---------------------- |
| Num                    | Coureuse                  | Pos                    |
| 81                     | Juliet Eickhof (NED)      | AB                     |
| 82                     | Mareille Meijering (NED)  | 25e                    |
| 85                     | Céline van Houtum (NED)   | 33e                    |
| 86                     | Bente van Teeseling (NED) | 54e                    |

| AG Insurance NXTG AGI | AG Insurance NXTG AGI    | AG Insurance NXTG AGI |
| --------------------- | ------------------------ | --------------------- |
| Num                   | Coureuse                 | Pos                   |
| 91                    | Mylène de Zoete (NED)    | 12e                   |
| 92                    | Yuli Van der Molen (NED) | 29e                   |
| 93                    | Britt Knaven (BEL)       | AB                    |
| 94                    | Ilse Pluimers (NED)      | 28e                   |
| 95                    | Maud Rijnbeek (NED)      | 26e                   |
| 96                    | Eline Van Rooijen (NED)  | 36e                   |

| Parkhotel Valkenburg PHV | Parkhotel Valkenburg PHV | Parkhotel Valkenburg PHV |
| ------------------------ | ------------------------ | ------------------------ |
| Num                      | Coureuse                 | Pos                      |
| 101                      | Leonie Bos (NED)         | AB                       |
| 102                      | Pien Limpens (NED)       | 48e                      |
| 103                      | Quinty Schoens (NED)     | 58e                      |
| 104                      | Anne Van Rooijen (NED)   | 24e                      |
| 105                      | Sofie van Rooijen (NED)  | 44e                      |
| 106                      | Marith Vanhove (BEL)     | 45e                      |

| Valcar-Travel & Service VAL | Valcar-Travel & Service VAL | Valcar-Travel & Service VAL |
| --------------------------- | --------------------------- | --------------------------- |
| Num                         | Coureuse                    | Pos                         |
| 111                         | Anastasia Carbonari (LAT)   | 42e                         |
| 112                         | Chiara Consonni (ITA)       | 7e                          |
| 113                         | Eleonora Gasparrini (ITA)   | 43e                         |
| 114                         | Emma Redaelli (ITA)         | AB                          |
| 115                         | Ilaria Sanguineti (ITA)     | 41e                         |
| 116                         | Margaux Vigié (FRA)         | 49e                         |

| Jan van Arckel ___ | Jan van Arckel ___     | Jan van Arckel ___ |
| ------------------ | ---------------------- | ------------------ |
| Num                | Coureuse               | Pos                |
| 121                | Estelle de Jong (NED)  | AB                 |
| 122                | Paulien Koster (NED)   | AB                 |
| 123                | Inez Beijer (NED)      | AB                 |
| 124                | Puck Moonen (NED)      | AB                 |
| 125                | Hannah van Boven (NED) | 62e                |
| 126                | Ingrit Verhoeff (NED)  | AB                 |

| Merida Adelaar Ladies ___ | Merida Adelaar Ladies ___  | Merida Adelaar Ladies ___ |
| ------------------------- | -------------------------- | ------------------------- |
| Num                       | Coureuse                   | Pos                       |
| 131                       | Miriam Fuselier (NED)      | AB                        |
| 132                       | Fieke van Keulen (NED)     | AB                        |
| 133                       | Arenda Middendorp (NED)    | AB                        |
| 134                       | Eline van den Pol (NED)    | AB                        |
| 135                       | Tamara van der Linde (NED) | AB                        |
| 136                       | Emma van Deursen (NED)     | AB                        |

| John Deere NWVG ___ | John Deere NWVG ___   | John Deere NWVG ___ |
| ------------------- | --------------------- | ------------------- |
| Num                 | Coureuse              | Pos                 |
| 141                 | Tjitske Eppinga (NED) | AB                  |

| Sans équipe ___ | Sans équipe ___     | Sans équipe ___ |
| --------------- | ------------------- | --------------- |
| Num             | Coureuse            | Pos             |
| 142             | Manon De Boer (NED) | 57e             |

| John Deere NWVG ___ | John Deere NWVG ___     | John Deere NWVG ___ |
| ------------------- | ----------------------- | ------------------- |
| Num                 | Coureuse                | Pos                 |
| 143                 | Wendy Oosterwoud (NED)  | AB                  |
| 144                 | Yvet Schoonewille (NED) | AB                  |
| 146                 | Fleur Smith (NED)       | AB                  |

| Restore ___ | Restore ___                  | Restore ___ |
| ----------- | ---------------------------- | ----------- |
| Num         | Coureuse                     | Pos         |
| 151         | Aranka Berends (NED)         | AB          |
| 152         | Femke de Graaff (NED)        | AB          |
| 153         | Jennifer van der Voort (NED) | 50e         |

| Le Col-Wahoo DRP | Le Col-Wahoo DRP  | Le Col-Wahoo DRP |
| ---------------- | ----------------- | ---------------- |
| Num              | Coureuse          | Pos              |
| 154              | Eva van Agt (NED) | AB               |

| Restore ___ | Restore ___            | Restore ___ |
| ----------- | ---------------------- | ----------- |
| Num         | Coureuse               | Pos         |
| 155         | Yonna Van Dam (NED)    | AB          |
| 156         | Myrthe Willemsen (NED) | AB          |

| Talent Cycling ___ | Talent Cycling ___          | Talent Cycling ___ |
| ------------------ | --------------------------- | ------------------ |
| Num                | Coureuse                    | Pos                |
| 161                | Demi Beernink (NED)         | AB                 |
| 162                | Lieske Coumans (NED)        | AB                 |
| 163                | Marit Wasmus (NED)          | AB                 |
| 164                | Laura van Regenmortel (NED) | 61e                |
| 165                | Lieke van Zeelst (NED)      | 47e                |
| 166                | Lieke van Weereld (NED)     | AB                 |

| Team Drenthe ___ | Team Drenthe ___             | Team Drenthe ___ |
| ---------------- | ---------------------------- | ---------------- |
| Num              | Coureuse                     | Pos              |
| 171              | Annick Holzhauer (NED)       | AB               |
| 172              | Liena de Jong (NED)          | AB               |
| 173              | Anniek Mos (NED)             | AB               |
| 174              | Meike Uiterwijk Winkel (NED) | 23e              |
| 175              | Haike Verbree (NED)          | 63e              |
| 176              | Marlies Vos (NED)            | AB               |

| Regioteam Noord-Holland Dames ___ | Regioteam Noord-Holland Dames ___ | Regioteam Noord-Holland Dames ___ |
| --------------------------------- | --------------------------------- | --------------------------------- |
| Num                               | Coureuse                          | Pos                               |
| 181                               | Lexi Brown (GBR)                  | AB                                |
| 183                               | Francien Looije (NED)             | AB                                |
| 185                               | Dewi Nicolai (NED)                | AB                                |
| 186                               | Pernilla van Rozelaar (NED)       | AB                                |

| Watersley R&D Cycling Team ___ | Watersley R&D Cycling Team ___ | Watersley R&D Cycling Team ___ |
| ------------------------------ | ------------------------------ | ------------------------------ |
| Num                            | Coureuse                       | Pos                            |
| 191                            | Dagmar Hejhalova (CZE)         | AB                             |
| 192                            | Felicia Bengtsson (SWE)        | AB                             |
| 193                            | Karlijn Koops (NED)            | AB                             |
| 194                            | Kitija Siltumena (LAT)         | AB                             |
| 195                            | Iris Timmermans (NED)          | AB                             |
| 196                            | Sophia Zwaan (NED)             | 52e                            |

| WV Schijndel ___ | WV Schijndel ___          | WV Schijndel ___ |
| ---------------- | ------------------------- | ---------------- |
| Num              | Coureuse                  | Pos              |
| 201              | Cathalijne Hoolwerf (NED) | AB               |
| 202              | Rose Kloese (NED)         | 60e              |
| 203              | Laura Molenaar (NED)      | AB               |
| 204              | Isa Nomden (NED)          | AB               |
| 205              | Lisa Van Helvoirt (NED)   | 35e              |
| 206              | Cecilia van Zuthem (NED)  | AB               |

| Pays-Bas NED | Pays-Bas NED            | Pays-Bas NED |
| ------------ | ----------------------- | ------------ |
| Num          | Coureuse                | Pos          |
| 211          | Thalita de Jong         | 4e           |
| 212          | Nicole Steigenga        | 15e          |
| 213          | Sylvie Swinkels         | 39e          |
| 214          | Marjolein van 't Geloof | 20e          |
| 215          | Maike van der Duin      | 5e           |

| SD Worx SDW | SD Worx SDW                     | SD Worx SDW |
| ----------- | ------------------------------- | ----------- |
| Num         | Coureuse                        | Pos         |
| 1           | Christine Majerus (LUX) (route) | 1re         |
| 2           | Elena Cecchini (ITA)            | 9e          |
| 3           | Roxane Fournier (FRA)           | 13e         |
| 5           | Marlen Reusser (SUI) (route)    | 16e         |
| 6           | Lonneke Uneken (NED)            | 17e         |

| Liv Racing Xstra LIV | Liv Racing Xstra LIV         | Liv Racing Xstra LIV |
| -------------------- | ---------------------------- | -------------------- |
| Num                  | Coureuse                     | Pos                  |
| 11                   | Rachele Barbieri (ITA)       | 30e                  |
| 12                   | Alison Jackson (CAN) (route) | 2e                   |
| 14                   | Ayesha McGowan (USA)         | AB                   |
| 15                   | Katia Ragusa (ITA)           | 32e                  |
| 16                   | Quinty Ton (NED)             | 22e                  |

| Team DSM DSM | Team DSM DSM           | Team DSM DSM |
| ------------ | ---------------------- | ------------ |
| Num          | Coureuse               | Pos          |
| 21           | Léa Curinier (FRA)     | 34e          |
| 22           | Megan Jastrab (USA)    | 18e          |
| 23           | Leah Kirchmann (CAN)   | 21e          |
| 24           | Franziska Koch (GER)   | 14e          |
| 25           | Charlotte Kool (NED)   | 6e           |
| 26           | Floortje Mackaij (NED) | 3e           |

| Andy Schleck-CP NVST-Immo Losch ASC | Andy Schleck-CP NVST-Immo Losch ASC | Andy Schleck-CP NVST-Immo Losch ASC |
| ----------------------------------- | ----------------------------------- | ----------------------------------- |
| Num                                 | Coureuse                            | Pos                                 |
| 31                                  | Michelle Andres (SUI)               | AB                                  |
| 32                                  | Fabienne Buri (SUI)                 | 59e                                 |
| 33                                  | Georgia Danford (AUS)               | AB                                  |
| 34                                  | Kerry Jonker (RSA)                  | AB                                  |
| 35                                  | Friederike Stern (GER)              | 55e                                 |

| Bizkaia-Durango BDP | Bizkaia-Durango BDP     | Bizkaia-Durango BDP |
| ------------------- | ----------------------- | ------------------- |
| Num                 | Coureuse                | Pos                 |
| 41                  | Daniela Campos (POR)    | AB                  |
| 42                  | Eukene Larrarte (ESP)   | AB                  |
| 43                  | Sofía Rodríguez (ESP)   | 51e                 |
| 44                  | Aileen Schweikart (GER) | AB                  |
| 45                  | Catalina Soto (CHI)     | AB                  |
| 46                  | Alba Teruel (ESP)       | AB                  |

| Ceratizit-WNT Pro Cycling WNT | Ceratizit-WNT Pro Cycling WNT       | Ceratizit-WNT Pro Cycling WNT |
| ----------------------------- | ----------------------------------- | ----------------------------- |
| Num                           | Coureuse                            | Pos                           |
| 51                            | Sandra Alonso (ESP)                 | 40e                           |
| 52                            | Martina Fidanza (ITA)               | AB                            |
| 53                            | Kathrin Schweinberger (AUT) (route) | AB                            |
| 54                            | Clea Seidel (GER)                   | AB                            |
| 55                            | Maria Giulia Confalonieri (ITA)     | 8e                            |
| 56                            | Lara Vieceli (ITA)                  | 27e                           |

| Cofidis COF | Cofidis COF                   | Cofidis COF |
| ----------- | ----------------------------- | ----------- |
| Num         | Coureuse                      | Pos         |
| 61          | Cédrine Kerbaol (FRA)         | 37e         |
| 62          | Victoire Berteau (FRA)        | 11e         |
| 64          | Valentine Fortin (FRA)        | 31e         |
| 66          | Gabrielle Pilote Fortin (CAN) | 46e         |

| GT Krush Tunap BPC | GT Krush Tunap BPC      | GT Krush Tunap BPC |
| ------------------ | ----------------------- | ------------------ |
| Num                | Coureuse                | Pos                |
| 71                 | Sanne Bouwmeester (NED) | 19e                |
| 72                 | Femke de Vries (NED)    | 53e                |
| 73                 | Anne Dijkstra (NED)     | 38e                |
| 74                 | Clara Lundmark (SWE)    | 56e                |
| 75                 | Daniek Hengeveld (NED)  | 10e                |
| 76                 | Marissa Baks (NED)      | AB                 |

| Multum Accountants MUL | Multum Accountants MUL    | Multum Accountants MUL |
| ---------------------- | ------------------------- | ---------------------- |
| Num                    | Coureuse                  | Pos                    |
| 81                     | Juliet Eickhof (NED)      | AB                     |
| 82                     | Mareille Meijering (NED)  | 25e                    |
| 85                     | Céline van Houtum (NED)   | 33e                    |
| 86                     | Bente van Teeseling (NED) | 54e                    |

| AG Insurance NXTG AGI | AG Insurance NXTG AGI    | AG Insurance NXTG AGI |
| --------------------- | ------------------------ | --------------------- |
| Num                   | Coureuse                 | Pos                   |
| 91                    | Mylène de Zoete (NED)    | 12e                   |
| 92                    | Yuli Van der Molen (NED) | 29e                   |
| 93                    | Britt Knaven (BEL)       | AB                    |
| 94                    | Ilse Pluimers (NED)      | 28e                   |
| 95                    | Maud Rijnbeek (NED)      | 26e                   |
| 96                    | Eline Van Rooijen (NED)  | 36e                   |

| Parkhotel Valkenburg PHV | Parkhotel Valkenburg PHV | Parkhotel Valkenburg PHV |
| ------------------------ | ------------------------ | ------------------------ |
| Num                      | Coureuse                 | Pos                      |
| 101                      | Leonie Bos (NED)         | AB                       |
| 102                      | Pien Limpens (NED)       | 48e                      |
| 103                      | Quinty Schoens (NED)     | 58e                      |
| 104                      | Anne Van Rooijen (NED)   | 24e                      |
| 105                      | Sofie van Rooijen (NED)  | 44e                      |
| 106                      | Marith Vanhove (BEL)     | 45e                      |

| Valcar-Travel & Service VAL | Valcar-Travel & Service VAL | Valcar-Travel & Service VAL |
| --------------------------- | --------------------------- | --------------------------- |
| Num                         | Coureuse                    | Pos                         |
| 111                         | Anastasia Carbonari (LAT)   | 42e                         |
| 112                         | Chiara Consonni (ITA)       | 7e                          |
| 113                         | Eleonora Gasparrini (ITA)   | 43e                         |
| 114                         | Emma Redaelli (ITA)         | AB                          |
| 115                         | Ilaria Sanguineti (ITA)     | 41e                         |
| 116                         | Margaux Vigié (FRA)         | 49e                         |

| Jan van Arckel ___ | Jan van Arckel ___     | Jan van Arckel ___ |
| ------------------ | ---------------------- | ------------------ |
| Num                | Coureuse               | Pos                |
| 121                | Estelle de Jong (NED)  | AB                 |
| 122                | Paulien Koster (NED)   | AB                 |
| 123                | Inez Beijer (NED)      | AB                 |
| 124                | Puck Moonen (NED)      | AB                 |
| 125                | Hannah van Boven (NED) | 62e                |
| 126                | Ingrit Verhoeff (NED)  | AB                 |

| Merida Adelaar Ladies ___ | Merida Adelaar Ladies ___  | Merida Adelaar Ladies ___ |
| ------------------------- | -------------------------- | ------------------------- |
| Num                       | Coureuse                   | Pos                       |
| 131                       | Miriam Fuselier (NED)      | AB                        |
| 132                       | Fieke van Keulen (NED)     | AB                        |
| 133                       | Arenda Middendorp (NED)    | AB                        |
| 134                       | Eline van den Pol (NED)    | AB                        |
| 135                       | Tamara van der Linde (NED) | AB                        |
| 136                       | Emma van Deursen (NED)     | AB                        |

| John Deere NWVG ___ | John Deere NWVG ___   | John Deere NWVG ___ |
| ------------------- | --------------------- | ------------------- |
| Num                 | Coureuse              | Pos                 |
| 141                 | Tjitske Eppinga (NED) | AB                  |

| Sans équipe ___ | Sans équipe ___     | Sans équipe ___ |
| --------------- | ------------------- | --------------- |
| Num             | Coureuse            | Pos             |
| 142             | Manon De Boer (NED) | 57e             |

| John Deere NWVG ___ | John Deere NWVG ___     | John Deere NWVG ___ |
| ------------------- | ----------------------- | ------------------- |
| Num                 | Coureuse                | Pos                 |
| 143                 | Wendy Oosterwoud (NED)  | AB                  |
| 144                 | Yvet Schoonewille (NED) | AB                  |
| 146                 | Fleur Smith (NED)       | AB                  |

| Restore ___ | Restore ___                  | Restore ___ |
| ----------- | ---------------------------- | ----------- |
| Num         | Coureuse                     | Pos         |
| 151         | Aranka Berends (NED)         | AB          |
| 152         | Femke de Graaff (NED)        | AB          |
| 153         | Jennifer van der Voort (NED) | 50e         |

| Le Col-Wahoo DRP | Le Col-Wahoo DRP  | Le Col-Wahoo DRP |
| ---------------- | ----------------- | ---------------- |
| Num              | Coureuse          | Pos              |
| 154              | Eva van Agt (NED) | AB               |

| Restore ___ | Restore ___            | Restore ___ |
| ----------- | ---------------------- | ----------- |
| Num         | Coureuse               | Pos         |
| 155         | Yonna Van Dam (NED)    | AB          |
| 156         | Myrthe Willemsen (NED) | AB          |

| Talent Cycling ___ | Talent Cycling ___          | Talent Cycling ___ |
| ------------------ | --------------------------- | ------------------ |
| Num                | Coureuse                    | Pos                |
| 161                | Demi Beernink (NED)         | AB                 |
| 162                | Lieske Coumans (NED)        | AB                 |
| 163                | Marit Wasmus (NED)          | AB                 |
| 164                | Laura van Regenmortel (NED) | 61e                |
| 165                | Lieke van Zeelst (NED)      | 47e                |
| 166                | Lieke van Weereld (NED)     | AB                 |

| Team Drenthe ___ | Team Drenthe ___             | Team Drenthe ___ |
| ---------------- | ---------------------------- | ---------------- |
| Num              | Coureuse                     | Pos              |
| 171              | Annick Holzhauer (NED)       | AB               |
| 172              | Liena de Jong (NED)          | AB               |
| 173              | Anniek Mos (NED)             | AB               |
| 174              | Meike Uiterwijk Winkel (NED) | 23e              |
| 175              | Haike Verbree (NED)          | 63e              |
| 176              | Marlies Vos (NED)            | AB               |

| Regioteam Noord-Holland Dames ___ | Regioteam Noord-Holland Dames ___ | Regioteam Noord-Holland Dames ___ |
| --------------------------------- | --------------------------------- | --------------------------------- |
| Num                               | Coureuse                          | Pos                               |
| 181                               | Lexi Brown (GBR)                  | AB                                |
| 183                               | Francien Looije (NED)             | AB                                |
| 185                               | Dewi Nicolai (NED)                | AB                                |
| 186                               | Pernilla van Rozelaar (NED)       | AB                                |

| Watersley R&D Cycling Team ___ | Watersley R&D Cycling Team ___ | Watersley R&D Cycling Team ___ |
| ------------------------------ | ------------------------------ | ------------------------------ |
| Num                            | Coureuse                       | Pos                            |
| 191                            | Dagmar Hejhalova (CZE)         | AB                             |
| 192                            | Felicia Bengtsson (SWE)        | AB                             |
| 193                            | Karlijn Koops (NED)            | AB                             |
| 194                            | Kitija Siltumena (LAT)         | AB                             |
| 195                            | Iris Timmermans (NED)          | AB                             |
| 196                            | Sophia Zwaan (NED)             | 52e                            |

| WV Schijndel ___ | WV Schijndel ___          | WV Schijndel ___ |
| ---------------- | ------------------------- | ---------------- |
| Num              | Coureuse                  | Pos              |
| 201              | Cathalijne Hoolwerf (NED) | AB               |
| 202              | Rose Kloese (NED)         | 60e              |
| 203              | Laura Molenaar (NED)      | AB               |
| 204              | Isa Nomden (NED)          | AB               |
| 205              | Lisa Van Helvoirt (NED)   | 35e              |
| 206              | Cecilia van Zuthem (NED)  | AB               |

| Pays-Bas NED | Pays-Bas NED            | Pays-Bas NED |
| ------------ | ----------------------- | ------------ |
| Num          | Coureuse                | Pos          |
| 211          | Thalita de Jong         | 4e           |
| 212          | Nicole Steigenga        | 15e          |
| 213          | Sylvie Swinkels         | 39e          |
| 214          | Marjolein van 't Geloof | 20e          |
| 215          | Maike van der Duin      | 5e           |

Source.

### Primes
L'épreuve attribue les primes suivantes :
| Position | 1er   | 2e    | 3e    | 4e    | 5e    | 6e    | 7e    | 8e    | 9e    | 10e  |
| Prix     | 485 € | 325 € | 240 € | 200 € | 160 € | 140 € | 130 € | 120 € | 100 € | 60 € |

Les places allant de onze à vingtième donnent 60 €.